# 3292 Sather
3292 Sather је астероид главног астероидног појаса са средњом удаљеношћу од Сунца која износи 3,156 астрономских јединица (АЈ).
Апсолутна магнитуда астероида је 12,8.